# هانس-یورگن هن
هانس-یورگن هن (آلمانی: Hans-Jürgen Hehn؛ زادهٔ ۱ اکتبر ۱۹۴۴) شمشیرباز اهل آلمان است.
وی در مسابقات کشوری و بین‌المللی در مجموع برندهٔ ۲ مدال نقره شده‌است.